# Romance
"Romance Anónimo" är ett gitarrmusikstycke av okänt ursprung. Stycket är även känt under titlarna "Estudio en Mi de Rubira" (Study in E by Rubira), "Spanish Romance", "Romance de España", "Romance of the Guitar", "Romanza" och "Romance d'Amour".

## Andra inspelningar
- Miriam Makeba spelade in den första gången 1963 (RCA LSP2750) och därefter ytterligare tre gånger 1966, 1975 samt 1977 som "Forbidden Games".
- Julio Iglesias spelade in den 1975 som "Quiero" på sitt album El Amor.
- Finlandssvenska sångerskan Carola spela in den som "Förbjuden kärlek" 1966
- Svenska sångerskan Lill Lindfors spelade in den som "Du är den ende" 1966,[1] med text av Bo Setterlind; hennes version låg 1967 även på albumet Du är den ende.[2] Lill Lindfors fick långt senare höra av Bo Setterlind att hans sångtext inte handlade om någon kärleksaffär, utan var riktad till Jesus.[3]
- Amerikanska rockbandet My Chemical Romance spelade in stycket, instrumentalt, på debutalbumet I Brought You My Bullets, You Brought Me Your Love 2002.[4]
- Mike Oldfield har en version av "Romance" på sitt album Light + Shade.